# دوغلاس إي. ريتشاردز
دوغلاس إي. ريتشاردز (بالإنجليزية: Douglas E. Richards)‏ (7 مايو 1962)؛ كاتب وروائي أمريكي.